# Kraptor
Kraptor é uma banda de thrash metal do San Cristóbal, Venezuela.

## História
Formada em 2007, em San Cristóbal por Felipe "Phill" Alvarez e Jessy Jaimes, mais tarde, eles se juntaram Angel Moreno e Edward Cañizares.
Em 2010 Kraptor foi escolhido para abrir o festival Monsters of Rock em Maracay cidade, Venezuela com os alemães Tankard.
Depois de quatro anos jogando no underground do metal, a banda assinou com a mexicana rótulo Cadaver Productions, e lançou seu álbum de estréia, Fucking Liar, este EP contém seis faixas com muito diversas letras, entre as questões políticas e sociais, principalmente.
Eles também tiveram a oportunidade de dividir o palco com bandas nacionais e internacionais, tais como: Violator (Brasil), Pendejo (Holanda), Tankard (Alemanha), Yaotl Mictlan (EUA), Intoxxxicated, Inquisidor, Brain Wash, Anabantha (México), Natastor, Krueger, Blasphemy (Venezuela), War thrashed, Hedor, Cuentos de los hermanos grind (Colômbia), entre muitas outras bandas.
Em 2012 eles lançam o segundo álbum de estúdio, de corpo inteiro, intitulado Night of the Living Dead, sob o mesmo rótulo de Cadaver Productions. Este álbum contém a participação especial de Pedro Poney, vocalista da banda brasileira Violator e contém participação muito especial de Rick Rangel, vocalista da banda americana Fueled by Fire, de Los Angeles, Califórnia.
Para agosto de 2012, se comprometem a turnê para o México sob o nome de Kraptor's Undead Chronicles Tour Mexico 2012, visitando as principais cidades do país.
Mais tarde, em 2012, são escolhidos para serem a banda de apoio dos brasileiros Violator em Metal Warrior Fest VI, em Bogotá cidade, Colômbia.
No final de 2012 a gravadora Melomaniac Metalmedia Records deu Kraptor o prêmio de "Melhor Banda Revelação" na cerimônia de premiação Premios Melomaniac para esse ano em Caracas, Venezuela.
Para o mês de maio de 2013, a banda assinou com a gravadora europeia Chainsaw Distro do Grécia e anuncia o lançamento de seu álbum Night of the Living Dead em uma nova versão Europeia sob esta gravadora.
Em meados de 2013 tem um novo álbum, um Split, intitulado N.F.T.F.T. (New Forces Together For Thrash) com a banda de thrash metal Angry do Brasil. Este álbum é fabricado no Brasil, sob o gravadora Faminttus Records.

## Integrantes
- Felipe "Phill" Alvarez - guitarra e vocal
- Angel Moreno - guitarra
- Edward Cañizares - baixo
- Jessy Jaimes - bateria

### Ex-integrantes
- Leo Yañez - guitarra
- Andres Calafat - baixo
- Angel Moreno - guitarra
- Jessy Jaimes - bateria

## Discografia

### Álbuns de estúdio
| Ano de Lançamento | Título                                                              | Gravadora           |
| 2011              | Fucking Liar (EP)                                                   | Cadaver Productions |
| 2012              | Night of the Living Dead                                            | Cadaver Productions |
| 2013              | N.F.T.F.T. (New Forces Together For Thrash) Kraptor & Angry (Split) | Faminttus Records   |